# В'ю-Роял
В'ю-Роял (англ. View Royal) — містечко в Канаді, у провінції Британська Колумбія, у складі регіонального округу Кепітел.

## Населення
За даними перепису 2016 року, містечко нараховувало 10408 осіб, показавши зростання на 10,9%, порівняно з 2011-м роком. Середня густина населення становила 724,8 осіб/км².
З офіційних мов обидвома одночасно володіли 865 жителів, тільки англійською — 9 405, тільки французькою — 5, а 65 — жодною з них. Усього 1260 осіб вважали рідною мовою не одну з офіційних, з них 5 — одну з корінних мов, а 15 — українську.
Працездатне населення становило 66,7% усього населення, рівень безробіття — 3,8% (3,8% серед чоловіків та 3,9% серед жінок). 85,8% осіб були найманими працівниками, а 13,4% — самозайнятими.
Середній дохід на особу становив $49 816 (медіана $42 679), при цьому для чоловіків — $58 839, а для жінок $41 648 (медіани — $50 597 та $36 537 відповідно).
28,4% мешканців мали закінчену шкільну освіту, не мали закінченої шкільної освіти — 12,5%, 59,2% мали післяшкільну освіту, з яких 41% мали диплом бакалавра, або вищий, 65 осіб мали вчений ступінь.
| Статево-вікова структура населення | Статево-вікова структура населення | Статево-вікова структура населення | Статево-вікова структура населення | Статево-вікова структура населення |
| ---------------------------------- | ---------------------------------- | ---------------------------------- | ---------------------------------- | ---------------------------------- |
|                                    |                                    |                                    |                                    |                                    |
| Всього                             | Всього                             | 48,6%51,4%                         |                                    |                                    |
| 0 — 14 років                       | 0 — 14 років                       |                                    | 15,5%                              | 15,5%                              |
| 15 — 64 років                      | 15 — 64 років                      |                                    | 66,9%                              | 66,9%                              |
| 65 і більше                        | 65 і більше                        |                                    | 17,7%                              | 17,7%                              |
| 85 і більше                        | 85 і більше                        |                                    | 1,8%                               | 1,8%                               |
| Середній вік (років)               | Середній вік (років)               | 42,143,6                           | 42,8                               | 42,8                               |
| Медіана (років)                    | Медіана (років)                    | 43,845,5                           | 44,8                               | 44,8                               |
| — чоловіки — жінки                 |                                    |                                    |                                    |                                    |

| Походження мешканців:     | Походження мешканців:     | Походження мешканців: | Походження мешканців: | Походження мешканців: |
| ------------------------- | ------------------------- | --------------------- | --------------------- | --------------------- |
| Походження                |                           |                       | осіб                  | %                     |
| Корінні американці        | Корінні американці        |                       | 570                   | 5.75%                 |
| Інше північноамериканське | Інше північноамериканське |                       | 2 770                 | 27.97%                |
| Європейське               | Європейське               |                       | 7 730                 | 78.04%                |
| британське                | британське                |                       | 5 735                 | 57.9%                 |
| французьке                | французьке                |                       | 1 165                 | 11.76%                |
| українське                | українське                |                       | 740                   | 7.47%                 |
| Латинськоамериканське     | Латинськоамериканське     |                       | 180                   | 1.82%                 |
| Карибське                 | Карибське                 |                       | 35                    | 0.35%                 |
| Африканське               | Африканське               |                       | 170                   | 1.72%                 |
| Азійське                  | Азійське                  |                       | 1 245                 | 12.57%                |
| Океанійське               | Океанійське               |                       | 60                    | 0.61%                 |

| Зайнятість населення за галузями (за класифікацією NOC): | Зайнятість населення за галузями (за класифікацією NOC): | Зайнятість населення за галузями (за класифікацією NOC): | Зайнятість населення за галузями (за класифікацією NOC): | Зайнятість населення за галузями (за класифікацією NOC): |
| -------------------------------------------------------- | -------------------------------------------------------- | -------------------------------------------------------- | -------------------------------------------------------- | -------------------------------------------------------- |
|                                                          |                                                          |                                                          |                                                          |                                                          |
| Управління                                               | Управління                                               |                                                          | 12,9%                                                    | 12,9%                                                    |
| Бізнес, фінанси та адміністрування                       | Бізнес, фінанси та адміністрування                       |                                                          | 18,1%                                                    | 18,1%                                                    |
| Природничі та прикладні науки                            | Природничі та прикладні науки                            |                                                          | 8,1%                                                     | 8,1%                                                     |
| Охорона здоров'я                                         | Охорона здоров'я                                         |                                                          | 8,3%                                                     | 8,3%                                                     |
| Освіта, правозахист, муніципальні та урядові служби      | Освіта, правозахист, муніципальні та урядові служби      |                                                          | 13,9%                                                    | 13,9%                                                    |
| Мистецтво, культура, відпочинок та спорт                 | Мистецтво, культура, відпочинок та спорт                 |                                                          | 3,6%                                                     | 3,6%                                                     |
| Роздрібна торгівля та послуги                            | Роздрібна торгівля та послуги                            |                                                          | 20,8%                                                    | 20,8%                                                    |
| Гуртова торгівля, транспорт та обладнання                | Гуртова торгівля, транспорт та обладнання                |                                                          | 12,2%                                                    | 12,2%                                                    |
| Природні ресурси, сільське господарство                  | Природні ресурси, сільське господарство                  |                                                          | 0,6%                                                     | 0,6%                                                     |
| Виробництво                                              | Виробництво                                              |                                                          | 1,5%                                                     | 1,5%                                                     |

## Клімат
Середня річна температура становить 10,4°C, середня максимальна – 20,4°C, а середня мінімальна – -0,2°C. Середня річна кількість опадів – 802 мм.
| Клімат поселення                              | Клімат поселення | Клімат поселення | Клімат поселення | Клімат поселення | Клімат поселення | Клімат поселення | Клімат поселення | Клімат поселення | Клімат поселення | Клімат поселення | Клімат поселення | Клімат поселення | Клімат поселення |
| Показник                                      | Січ.             | Лют.             | Бер.             | Квіт.            | Трав.            | Черв.            | Лип.             | Серп.            | Вер.             | Жовт.            | Лист.            | Груд.            |                  |
| Середній максимум, °C                         | 9,28             | 10,66            | 11,75            | 13,92            | 17,05            | 19,67            | 20,05            | 20,35            | 17,73            | 13,38            | 9,56             | 7,49             |                  |
| Середня температура, °C                       | 4,52             | 5,89             | 7,00             | 9,15             | 12,29            | 14,92            | 17,10            | 17,45            | 14,80            | 10,46            | 6,64             | 4,55             |                  |
| Середній мінімум, °C                          | −0,22            | 1,14             | 2,26             | 4,39             | 7,55             | 10,15            | 14,18            | 14,50            | 11,86            | 7,53             | 3,70             | 1,62             |                  |
| Норма опадів, мм                              | 127              | 91               | 69               | 45               | 32               | 26               | 18               | 23               | 30               | 72               | 136              | 133              |                  |
| Середньомісячна швидкість вітру, м/с          | 3.60             | 3.46             | 3.58             | 3.50             | 3.47             | 3.50             | 3.31             | 3.00             | 2.68             | 2.88             | 3.58             | 3.68             |                  |
| Середньомісячна сонячна радіація, кДж/м²·день | 3281             | 6142             | 9874             | 14732            | 18518            | 20109            | 21166            | 18097            | 13288            | 7138             | 3710             | 2610             |                  |
| --------------------------------------------- | ---------------- | ---------------- | ---------------- | ---------------- | ---------------- | ---------------- | ---------------- | ---------------- | ---------------- | ---------------- | ---------------- | ---------------- | ---------------- |
| Джерело:                                      |                  |                  |                  |                  |                  |                  |                  |                  |                  |                  |                  |                  |                  |